# Knäppinstrument
Knäppinstrument kallas ett stränginstrument där man spelar med ett finger eller ett plektrum, till exempel en gitarr eller en harpa, till skillnad från stråkinstrument, där man spelar med en stråke som till exempel fiol eller cello.